# Paredes de Sigüenza
Paredes de Sigüenza ist ein Ort und eine Gemeinde (municipio) mit 22 Einwohnern (Stand: 2024) im Norden der Provinz Guadalajara in der Autonomen Gemeinschaft Kastilien-La Mancha. Neben dem Hauptort Paredes de Sigüenza gehört der Weiler Rienda zur Gemeinde.

## Lage und Klima
Paredes de Sigüenza liegt in einer Höhe von ca. 1005 m in der Kulturlandschaft der Serranía. Die Entfernung zur südsüdwestlich gelegenen Provinzhauptstadt Guadalajara beträgt ca. 68 Kilometer (Fahrtstrecke). Das Klima ist gemäßigt bis warm; Regen (505 mm/Jahr) fällt übers Jahr verteilt.

## Bevölkerungsentwicklung
| Jahr      | 1970 | 1981 | 1991 | 2001 | 2011 | 2021 |
| Einwohner | 161  | 97   | 86   | 52   | 33   | 23   |

## Sehenswürdigkeiten
- Julianuskirche in Paredes de Sigüenza
- Marthakirche in Rienda

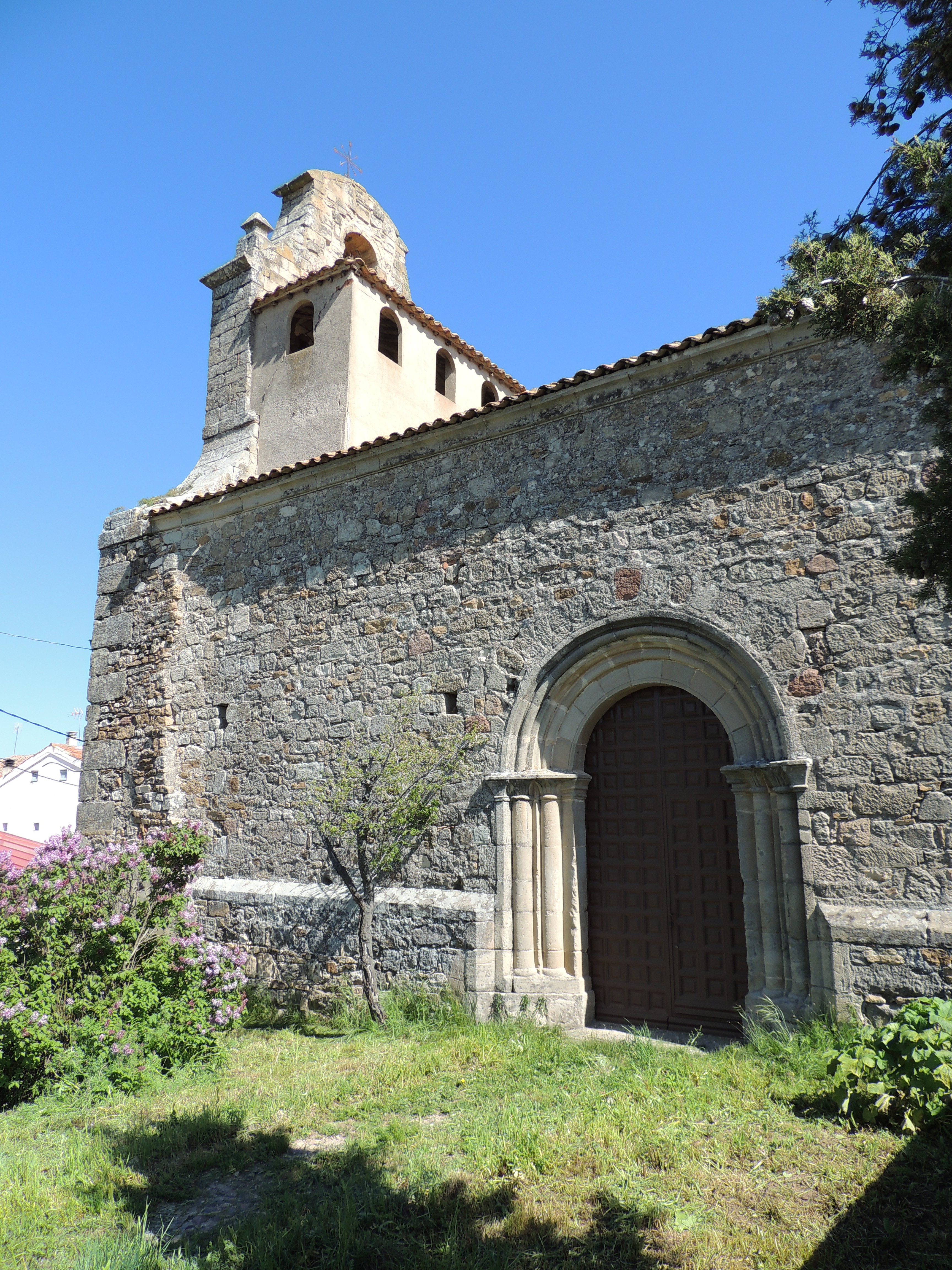
Julianuskirche
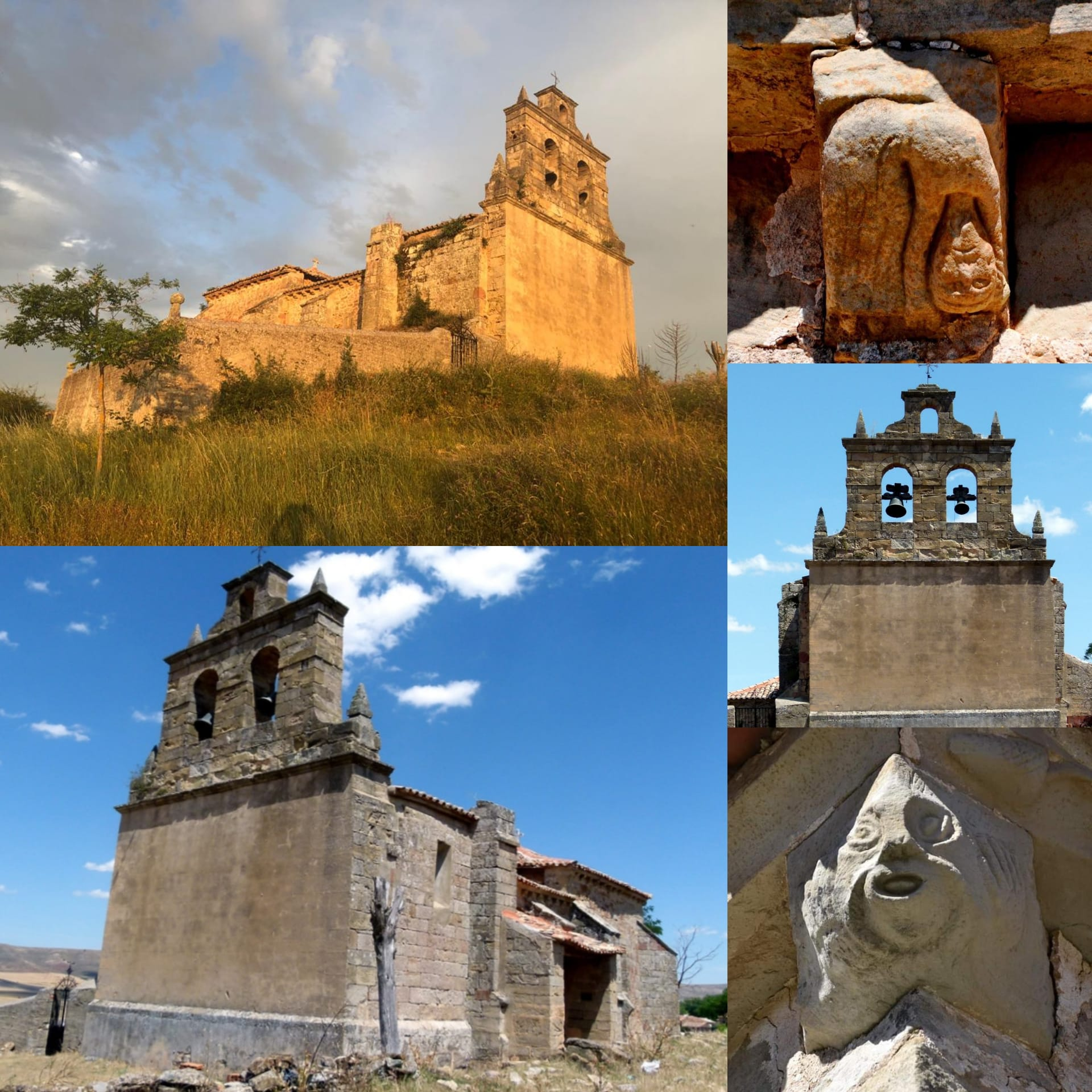
Marthakirche